# Mercedes-Benz CLA
Mercedes-Benz Clasa CLA este un sedan cu patru uși care a fost lansat oficial la Salonul Auto din Detroit pe 14 ianuarie 2013.
Primul Mercedes-Benz CLA a ieșit pe linia de producție din Ungaria în Kecskemet pe 25 ianuarie 2013.
Versiunea are dotările standard TCS, ABS, BAS, ESP, o transmisie manuală cu 6 trepte, cu sistem start-stop și un indicator Eco pentru schimbarea vitezelor, sistem de avertizare coliziune (Collision Prevention Assist), avertizarea la oboseală și șapte perne de aer.
CLA dispune de o suspensie față McPherson și o suspensie independentă multilink pentru puntea spate, cu trei brațe și câte o bară de torsiune pentru fiecare roată. Este disponibil cu două șasiuri și două setări de fabrică pentru suspensie: suspensia confort și suspensia sport opțională. Cea din urmă coboară caroseria cu 20 mm în față și 15 mm în spate.
Planșa de bord încorporează cinci guri de ventilație rotunde. Direcția și debitul de aer pot fi controlate cu ajutorul unui element central.